# 미나미아즈미군

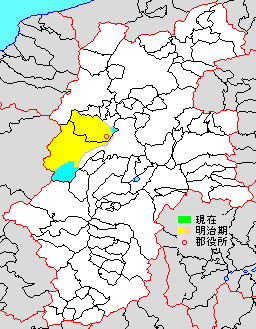
나가노현 미나미아즈미군의 위치 (하늘색: 후에 다른 군에서 편입된 구역, 연노랑: 후에 다른 군에 편입된 구역)

미나미아즈미군(南安曇郡)은 일본 나가노현에 있던 군이다.

## 군역

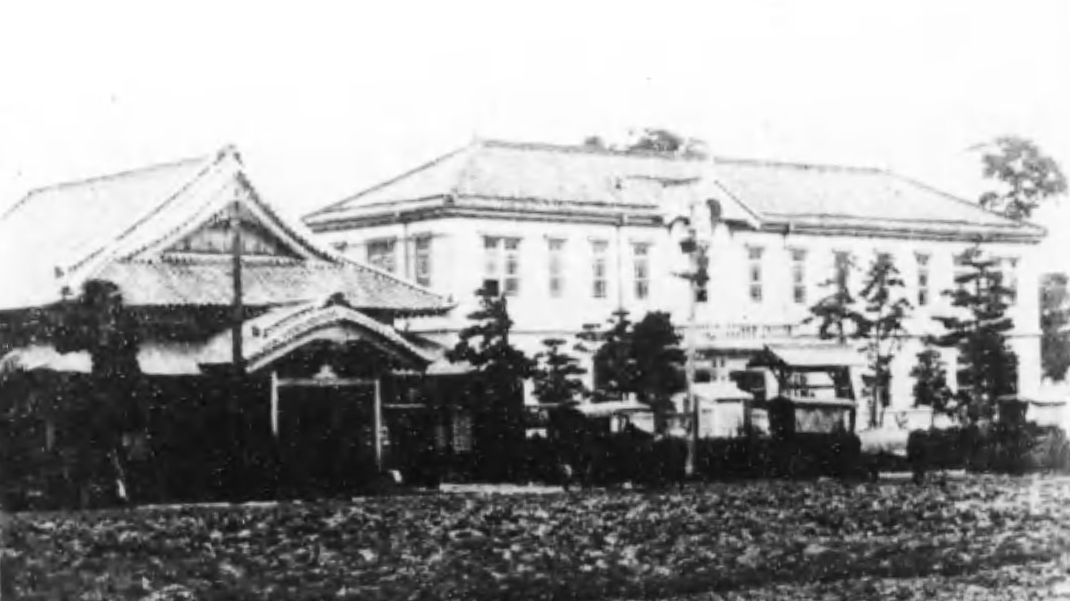
미나미아즈미군청

1879년 행정 구역으로 발족 당시의 군역은 아래 구역에 해당한다.
- 마쓰모토시의 일부
- 아즈미노시의 대부분

## 역사
- 1879년 1월 4일 - 군구정촌 편제법이 나가노현에서 시행되면서, 아즈미군 중 일부 구역으로 행정 구역으로서의 미나미아즈미군(南安曇郡)이 발족.

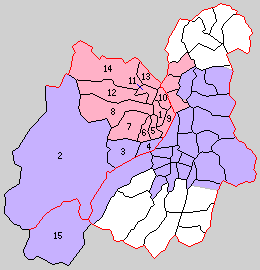
1.도요시나촌 2.아즈미촌 3.아즈사촌 4.야마토촌 5.메이세이촌 6.유타카촌 7.시나노촌 8.가라스가와촌 9.다키베촌 10.미나미호타카촌 11.히가시호타카촌 12.니시호타카촌 13.기타호타카촌 14.아리아케촌 15.나가와촌 (보라: 마쓰모토시, 빨강: 아즈미노시)

- 1889년 4월 1일 - 정촌제 시행으로, 아래의 정촌이 발족. 따로 표기한 경우 외에는 현 아즈미노시.(14촌)
  - 도요시나촌(豊科村)
  - 아즈미촌(安曇村), 아즈사촌(梓村), 야마토촌(倭村): 현 마쓰모토시
  - 메이세이촌(明盛村), 유타카촌(温村), 시나노촌(科布村), 가라스가와촌(烏川村), 다키베촌(高家村), 미나미호타카촌(南穂高村), 히가시호타카촌(東穂高村), 니시호타카촌(西穂高村), 기타호타카촌(北穂高村), 아리아케촌(有明村)
- 1891년 4월 1일 - 군제 시행.
- 1893년 5월 17일(15촌)
  - 시나노촌의 일부(小倉)가 분리되어 오구라촌(小倉村)이 발족.
  - 시나노촌의 잔여부(小田多井·田多井·田尻)가 개칭하여 미타촌(三田村)이 됨.
- 1915년 4월 1일 - 도요시나촌이 정제 시행으로 도요시나정(豊科町)이 됨.(1정 14촌)
- 1921년 7월 1일 - 히가시호타카촌이 정제 시행과 개칭으로 호타카정(穂高町)이 됨.(2정 13촌)
- 1948년 6월 1일 - 니시치쿠마군 나가와촌(奈川村)의 소속이 미나미아즈미군으로 변경.(2정 14촌)
- 1954년
  - 6월 1일 - 유타카촌·메이세이촌·오구라촌이 합병하여, 미사토촌(三郷村)이 발족.(2정 12촌)
  - 11월 3일 - 호타카정·아리아케촌·니시호타카촌·기타호타카촌이 합병하여, 새로이 호타카정이 발족.(2정 9촌)
- 1955년
  - 1월 15일 - 도요시나정·미나미호타카촌·다키베촌이 히가시치쿠마군 가미카와테촌의 일부(田沢 및 光의 일부)와 합병하여 새로이 도요시나정이 발족.(2정 7촌)
  - 4월 1일(2정 5촌)
    - 가라스가와촌·미타촌이 합병하여, 호리가네촌(堀金村)이 발족.
    - 아즈사촌·야마토촌이 합병하여, 아즈사가와촌(梓川村)이 발족.

  - 9월 25일 - 도요시나정이 히가시치쿠마군 시가촌의 일부를 편입.
- 2005년
  - 4월 1일 - 나가와촌·아즈미촌·아즈사가와촌이 마쓰모토시에 편입.(2정 2촌)
  - 10월 1일 - 도요시나정·호타카정·호리가네촌·미사토촌이 히가시치쿠마군 아카시나정과 합병하여 아즈미노시(安曇野市)가 발족. 당일 미나미아즈미군은 폐지됨.

## 같이 보기
- 아즈미군
- 기타아즈미군